# Amíandos
Amíandos (grec moderne : Αμίαντος) est un village chypriote situé dans le district de Limassol et comptant 228 habitants.